# Vocal cerrada posterior redondeada
La vocal cerrada posterior redondeada (escucharⓘ) es un tipo de sonido vocálico utilizado en muchos idiomas orales. El símbolo en el Alfabeto Fonético Internacional que representa este sonido es ⟨u⟩ y el símbolo X-SAMPA equivalente es u.
En la mayoría de los idiomas, esta vocal redondeada se pronuncia con los labios protruidos ('endolabial'). Sin embargo, en algunos casos los labios son comprimidos ('exolabial').
La vocal cerrada posterior redondeada es casi idéntica en sus rasgos fonéticos a la aproximante labiovelar [w]. La [u] alterna con la [w] en ciertos idiomas, como el francés y en diptongos de algunos idiomas. [u̯] con el signo diacrítico no silábico y [w] se usan en diferentes sistemas de transcripción para representar el mismo sonido.

## Vocal cerrada posterior protruida
La vocal cerrada posterior protruida es la variante más común de la vocal cerrada posterior redondeada. Normalmente se transcribe en AFI como ⟨u⟩, el cual es el símbolo de convención utilizado en este artículo. Dado que no existe un signo diacrítico AFI específico para la protrusión, el símbolo para la vocal cerrada posterior redondeada con un diacrítico antiguo para labialización, ⟨  ̫⟩, puede usarse como un símbolo ad hoc ⟨u̫⟩. Otras transcripciones posibles son ⟨uʷ⟩ o ⟨ɯʷ⟩ (una vocal cerrada posterior modificada por endolabialización) pero podrían malinterpretarse como un diptongo.

### Características
- Su altura es cerrada, también llamada alta, lo que significa que la lengua se sitúa tan cerca como sea posible del paladar sin crear una constricción que se pudiera calificar como consonante.

- Su localización es posterior, lo que significa que la lengua se sitúa tan atrás como sea posible en la boca sin crear una constricción que se pueda calificar como consonante. Las vocales posteriores no redondeadas tienden a ser centralizadas, lo que significa que a menudo son en realidad casi posteriores.

- Su redondeamiento vocálico es protruido, lo que significa que los labios están abocinados y sus superficies interiores expuestas.

### Aparecen en
- Alemán: Fuß [fuːs], 'pie'
- Español cura [ˈkuɾa]
- Francés: route [ʁut] 'ruta, camino'
- Inglés boot [bu̟ːt] 'bota'
- Neerlandés: voet [vut], 'pie'
- Portugués urso [ˈuɾsu] 'oso'
- Ligur bóggio [ˈbuddZu] 'hervor'
- Rumano: unu [ˈunu], 'uno'
- Vietnamita: tu [tū], 'mediar'

## Vocal cerrada posterior comprimida
Algunos idiomas, como el japonés y el sueco, poseen una vocal cerrada posterior que tiene un tipo de redondeamiento vocálico distinto llamado comprimido o exolabial. Se sabe que el shanghainés hace contraste con la vocal cerrada posterior protruida (endolabial) pero, la altura de ambas vocales varía de cerrada a semicerrada.
No existe un signo diacrítico específico para la compresión en el AFI. Sin embargo, la compresión de los labios puede mostrarse con la letra ⟨β̞⟩ como en ⟨ɯ͡β̞⟩ ([ɯ] y compresión labial simultáneamente) o en ⟨ɯᵝ⟩ ([ɯ] modificado con compresión labial). El signo diacrítico para labios extendidos ⟨  ͍ ⟩ también puede usarse con la vocal cerrada posterior redondeada ⟨u͍⟩ como un símbolo ad hoc pero,  "extendido" técnicamente significa no readondeado.

### Características
- Su altura es cerrada, también llamada alta, lo que significa que la lengua se sitúa tan cerca como sea posible del paladar sin crear una constricción que se pudiera calificar como consonante.

- Su localización es posterior, lo que significa que la lengua se sitúa tan atrás como sea posible en la boca sin crear una constricción que se pueda calificar como consonante. Las vocales posteriores no redondeadas tienden a ser centralizadas, lo que significa que a menudo son en realidad casi posteriores.

- Su redondeamiento vocálico es comprimido, lo que significa que los márgenes de los labios están tensos y unidos de tal manera que las superficies internas no están expuestas.

### Aparece en
| Idioma  | Idioma           | Palabra     | AFI        | Significado | Notas |
| ------- | ---------------- | ----------- | ---------- | ----------- | --- |
| Chino   | Shanghainés      | 都          | [tɯᵝ¹]     | capital     | La altura varía entre cerrada y semicerrada; contrasta con la vocal cerrada a semicerrada posterior protruida.                                      |
| Japonés | Japonés          | 空気 / kūki | [kɯ̟ᵝːki]ⓘ  | aire        | Casi posterior; puede ser producida como una [ÿ] por hablantes jóvenes. Véase fonología del japonés                                                 |
| Lizu    | Lizu             | [Fmɯ̟ᵝ]      | [Fmɯ̟ᵝ]     | pluma       | Casi posterior. |
| Noruego | Urbano oriental  | mot         | [mɯᵝːt]    | coraje      | Se dice a menudo que el tipo de redondeamiento vocálico es comprimido en vez de protruido. Puede ser diptongo en [ɯᵝə̯]. Véase fonología del noruego |
| Sueco   | Estándar central | oro         | [²ɯᵝːrɯᵝː] | inquietud   | A menudo producido como una secuencia [ɯᵝβ̞] o [ɯᵝβ] (escuche la palabra: [²ɯᵝβrɯᵝβ]ⓘ). Véase fonología del sueco                                    |